# Tamerlan Thorell

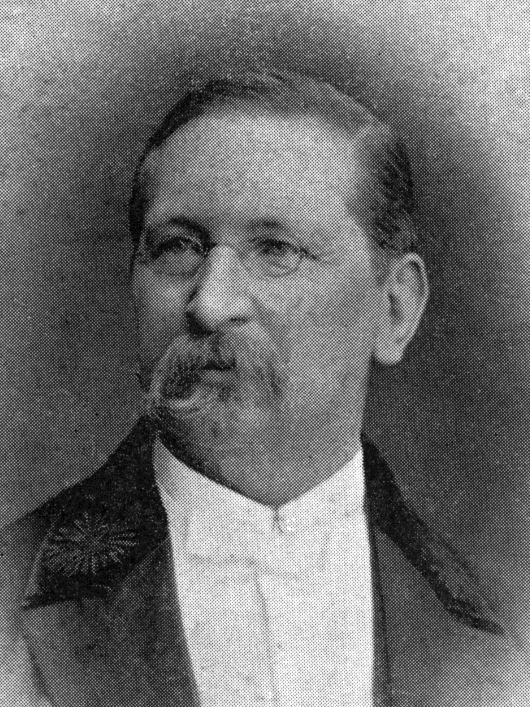
Tamerlan Thorell

Tord Tamerlan Teodor Thorell (Göteborg, 3 mei 1830 – Helsingborg, 22 december 1901) was een Zweeds arachnoloog. Hij beschreef meer dan duizend spinnensoorten gedurende zijn werkperiode (1850-1900).
Thorell bestudeerde samen met Giacomo Doria spinnen in het Museo civico di Storia Naturale in Genua, Italië. Hij correspondeerde met andere arachnologen, zoals Octavius Pickard-Cambridge, Eugène Simon en Thomas Workman.
Thorell schreef twee belangrijke werken: Over Europese spinnen (1869) en Synoniemen van Europese spinnen (1870-1873).

## Taxonomische verwijzingen
Omdat Thorell een autoriteit was op gebied van spinnenonderzoek in zijn tijd, werden tijdens en na zijn leven vele spinnensoorten naar hem vernoemd:
- Araneus thorelli (1942)
- Gasteracantha thorelli (1864)
- Leviellus thorelli (1871)
- Mandjelia thorelli (1990)
- Clubiona thorelli (1951)
- Malamatidia thorelli (2001)
- Corinnomma thorelli (1905)
- Ctenus thorelli (1897)
- Zelotes thorelli (1914)
- Hypochilus thorelli (1888)
- Idiops thorelli (1870)
- Trichopterna thorelli (1861)
- Lycosa thorelli (1877)
- Lycosula thorelli (1929)
- Pardosa thorelli (1876)
- Mecicobothrium thorelli (1882)
- Miturga thorelli (1909)
- Spermophora thorelli (1942)
- Cispius thorelli (1978)
- Bavia thorelli (1901)
- Pancorius thorelli (1899)
- Talavera thorelli (1891)
- Pseudopoda thorelli (2001)
- Afroblemma thorelli (1974)
- Mesida thorelli (1877)
- Chilobrachys thorelli (1900)
- Cyriopagopus thorelli (1901)
- Helvibis thorelli (1884)
- Theridion thorelli (1865)
- Tmarus thorelli (1955)

Ook de geslachten Thorellina, Thorelliola en Thorella (in tegenstelling tot de voorgaanden een garnaal en geen spinachtige) zijn naar Thorell vernoemd.
- Gemeinsame Normdatei: 1055360328
- International Standard Name Identifier: 0000 0000 6314 4627
- Library of Congress Control Number: n87147129
- Nationale Bibliotheek van Tsjechië: xx0142138
- Nederlandse Thesaurus van Auteursnamen: 131403796
- Istituto Centrale per il Catalogo Unico: CUBV153072
- LIBRIS: 271073
- Système universitaire de documentation: 133951855
- Trove: 1200103
- Virtual International Authority File: 49619331
- WorldCat: E39PBJbxBHPFPbbk9yTQcdxdQq